# Voiteur
Voiteur ist eine französische Gemeinde im Département Jura in der Region Bourgogne-Franche-Comté. Die Bewohner nennen sich Victoriens oder Victoriennes.
Die Nachbargemeinden sind
- Château-Chalon im Nordosten,
- Nevy-sur-Seille im Südosten,
- Le Vernois und Lavigny im Süden,
- Le Louverot im Südwesten,
- Domblans im Nordwesten.

## Geschichte
Als sich Frankreich im Zweiten Weltkrieg unter deutscher Besatzung befand, war der Klempner Paul Bonnivard ab 1942 der Vertrauensmann der Résistance in Voiteur.

## Wirtschaft
In der Gemeinde Voiteur wird Vin Jaune innerhalb des Weinbaugebietes Côtes du Jura hergestellt.

## Bevölkerungsentwicklung
| Jahr                       | 1962 | 1968 | 1975 | 1982 | 1990 | 1999 | 2006 | 2017 |
| Einwohner                  | 748  | 724  | 719  | 731  | 713  | 718  | 773  | 746  |
| Quellen: Cassini und INSEE |      |      |      |      |      |      |      |      |